# Svátek Tano
Tano (korejsky 단오), také nazývaný Surinnal (korejsky 수릿날), je korejský tradiční svátek, který připadá na 5. den pátého měsíce v lunárním korejském kalendáři. Je to oficiální svátek v Severní Koreji a jeden z hlavních tradičních svátků v Jižní Koreji. Jižní Korea si zachovala několik festivalů souvisejících se svátkem, z nichž jeden je festival Kangnung Tano (강릉단오제) zařazený organizací UNESCO mezi „nehmotné kulturní dědictví lidstva“.

## Rituály
V mahanské konfederaci starověké Koreje byl tento den dnem duchovních rituálů, které byly oslavovány zpěvem, tancem a vínem. Tradičně si ženy myly vlasy ve vodě převařené s puškvorcem obecným (창포, čchangpcho), který měl dodat vlasům lesk. Ženy si také dávají do vlasů květy Angelica polymorpha (궁궁이) s vírou, že její aroma odpuzuje zlo. Lidé nosí modré a červené oblečení a barví si sponky do vlasů na červeno s kořeny kosatce. Muži nosí kořínky kosatce kolem pasu, aby odehnali zlé duchy. Říkalo se, že bylinky zvlhčené rosou léčí bolesti břicha a rány. Tradiční jídla zahrnují suričchüttok, ssukttok a další bylinkové rýžové koláče.
Přetrvávající lidové hry Tano jsou houpačka, zápas ssirum (씨름), kamenná bitevní hra sokčon a tchekkjon. Houpačka byla hra, kterou hrály ženy, zatímco ssirum byl zápas mezi muži. Maskový tanec býval oblíbený mezi rolníky díky satirickým textům, které opovrhovaly místními aristokraty.

## Etymologie

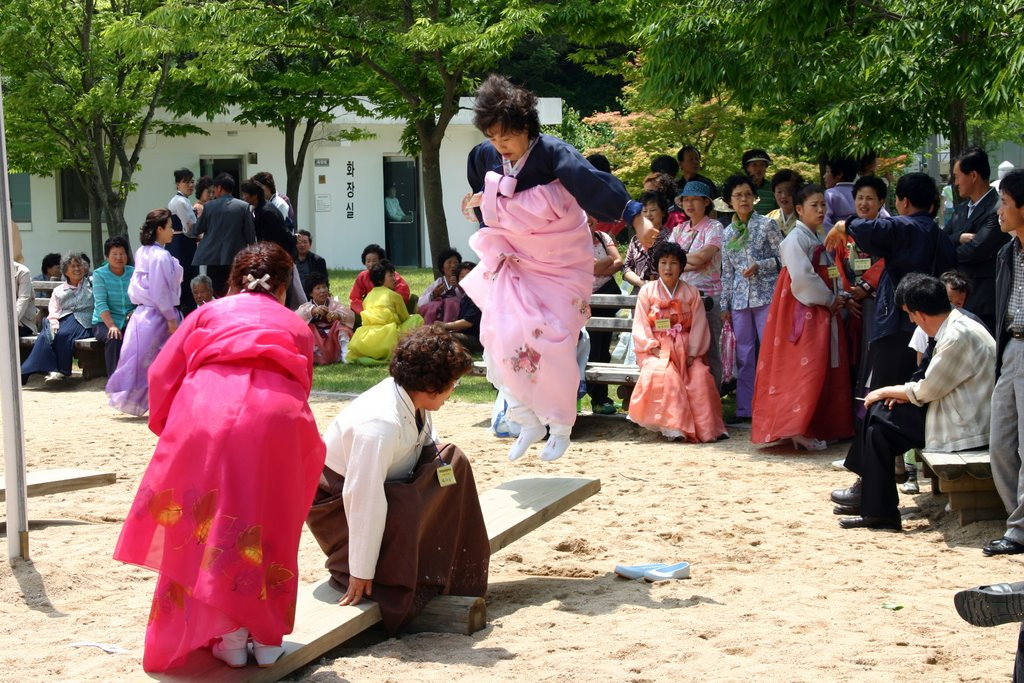
Houpání na houpačce na festivalu v Andongu

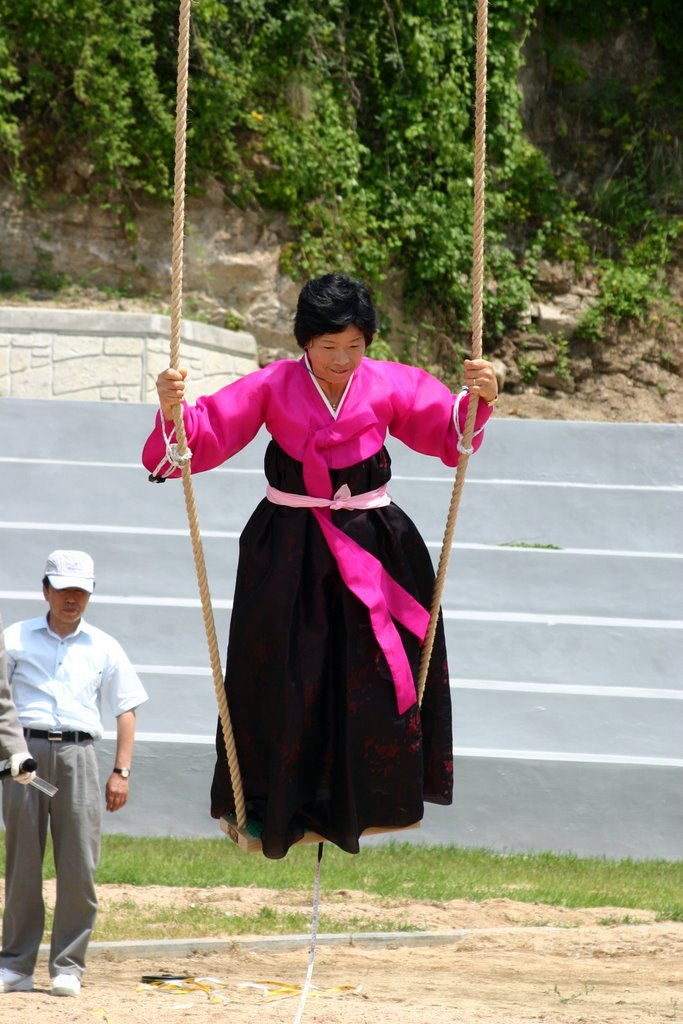
Houpání na houpačce na festivalu v Andongu

Svátek Tano se také nazývá Surinnal, což znamená „nejvyšší den“ nebo „den boha“. Tento název byl přijat během dynastie Čosǒn spolu s přesným datem oslav. Slovo surit se vrací k suri, což znamená „kolo“, a proto byly rýžové koláčky označeny vzorem kola. Tano je čínsko-korejské jméno, odvozené od festivalu Tuan-wu, což je tradiční festival dračích lodí.

## Původ
Moderní historie má tendenci charakterizovat Tano jako šamanský rituál uctívající nebeské božstvo na oslavu konce období setí. Podle článku A Comparative Study of the Tano Festivals between Korea and China, lidé z mahanské konfederace oslavovali tento svátek tancem a zpěvem. Ve starověkém státě Činhan se po květnovém zasetí semen konal obřad do nebe. V severních oblastech se v květnu živí tvorové probouzejí ze zimního spánku, takže Tano byl původně svátek slavený v severní části země. Od dob tří korejských království se bůh předků stal také předmětem vykonávání obětí, neboť byl kladen také větší důraz na rituály předků.